# Wolfgang Schomburg
Wolfgang Schomburg (Berlin-Spandau, 9 april 1948) is een Duits jurist en politicus. Hij was lid van de Bondsdag in Bonn en staatssecretaris voor Berlijn. Verder was hij rechter van het Bondsgerechtshof en het Joegoslavië-tribunaal.

## Levensloop
Schomburg studeerde rechten aan de Vrije Universiteit Berlijn. In 1971 slaagde hij voor zijn eerste staatsexamen en in 1974 voor zijn tweede.
Van 1974 tot 1979 werkte hij als advocaat en in de twee jaar erna als assistent van de procureur-generaal bij het Bondsgerechtshof. Van 1983 tot 1985 was hij afgevaardigde in de Bondsdag in Bonn en daarna vervulde hij opnieuw verschillende juridische functies, waaronder als rechter voor strafzaken in Berlijn. Van 1989 tot 1991 ondersecretaris van justitie voor Berlijn. Aansluitend was hij advocaat en vervolgens van 1995 tot 2001 rechter van het Bondsgerechtshof in Karlsruhe. 
Van november 2001 tot november 2008 was hij rechter van het Joegoslavië-tribunaal in Den Haag. Daarnaast was hij rechter (ex officio) van het Rwanda-tribunaal in Arusha in Tanzania. Sinds 2009 is hij werkzaam als advocaat, mediator en adviseur.
In 2008 werd hij onderscheiden met het Grootkruis in de Orde van Verdienste van de Bondsrepubliek Duitsland en in 2009 beloond met een eredoctoraat van de Universiteit van Durham. Aan die universiteit bekleedt hij sindsdien eveneens de leerstoel voor strafrecht
- Bibliothèque nationale de France: cb123287398 (data)
- Gemeinsame Normdatei: 120109468
- International Standard Name Identifier: 0000 0001 1621 241X
- Library of Congress Control Number: n84146444
- Nederlandse Thesaurus van Auteursnamen: 072615907
- Istituto Centrale per il Catalogo Unico: UFIV098450
- Système universitaire de documentation: 16494267X
- Virtual International Authority File: 36988526
- WorldCat: E39PBJhd9XJfCc7kvjxvcFkVYP